# Playa de As Illas
La playa das Illas (en español, ‘playa de las Islas’), también conocida como playa Cabalar, es una de las playas de La Mariña lucense en la zona más al norte del litoral de Galicia (España), dentro del municipio de Ribadeo. Es una playa a mar abierto sobre el Atlántico, entre formaciones rocosas increíbles y mucho menos conocida que la de Las Catedrales.

## Descripción
La playa das Illas mide unos 750 metros de largo, pero igual que en la de Las Catedrales, conviene informarse de las mareas antes de ir, porque con la pleamar se ven considerablemente reducidas, pero en el caso de As Illas llega incluso a desaparecer y solo se ven tres grandes rocas que sobresalen de las aguas como islas y que dan nombre a la playa.
Más allá de sus formaciones rocosas, As Illas destaca por el limpio mar de color verde azulado. Las aguas de esta zona del país no son cálidas.
Su arena es fina y blanca y cuando baja la marea se comunica con la playa Os Castros, otra de las playas más populares de la comarca. Ambas se encuentran dentro del paraje de Las Catedrales, espacio protegido que pertenece a la red Natura.[cita requerida]

## Acceso
A las playas se llega por un paseo marítimo de madera que, además, las une por tierra y recorre todo el litoral. Disponen de servicios de vigilancia, socorrismo, señalización, aseos, duchas, aparcamiento y en las proximidades cuentan con restaurantes y hospedajes.